# رابرت پیپ
رابرت آنتونی پیپ، (به انگلیسی: Robert Pape) زاده ۱۹۶۰ میلادی، اندیشمند سیاسی است که به خاطر کارهایش در روابط امنیت جهانی، به خصوص استراتژی‌های تصحیحی در نیروی هوایی و ریشه‌یابی تروریسم شهادت طلبانه است. در حال حاضر او استاد علوم سیاسی در دانشگاه شیکاگو و بنیان‌گذار پروژه امنیت و تروریسم شیکاگو است.

## منبع
1. ↑  پایگاه اینترنتی رابرت پیپ در دانشگاه شیکاگو